# Valda frontalis
Valda frontalis (лат.) — вид жуков-ощупников (Pselaphinae), единственный в составе рода Valda и трибы Valdini из семейства стафилиниды. США.

## Распространение
Неарктика: округ Сискию в северной части штата Калифорния (США).

## Описание
Мелкие коротконадкрылые жуки-ощупники. Длина 1,8 мм, ширина 0,7 мм. Основная окраска желтовато-коричневая. Отличается четвёртым максиллярным пальпомером, увеличенным и опухшим, с короткими булавовидными щетинками на вершине, третий членик короткий, а второй удлинённый; лобный рострум отчётливый, глазно-мандибулный киль имеется; задние тазики конически выступают на вертлужных сочленениях; первый видимый стернум хорошо заметен, примерно такой же длины, как и второй посередине; коготки каждой лапки одинакового размера. Глаза развиты, выступающие. На голове пара лобных ямок, ограниченных пучком щетинок. Лапки 3-члениковые. Обитают под корой дубов, кедра и сосен.

## Таксономия
Вид был впервые описан в 1893 году американским военным инженером и энтомологом Thomas Lincoln Casey (1857–1925) по типовому материалу из Калифорнии и первоначально включён в трибу Bythinini. В 1920 году их переместили в трибу Tychini. В 1949 году французский энтомолог Рене Жаннель, ревизуя Tychini, впервые отметил отличия Valda и необходимость их выделения. В 1953 году американский энтомолог Orlando Park (1901—1969) выделил их в отдельную монотипическую трибу Valdini.
- надтриба Goniaceritae Reitter, 1882
  - триба Valdini Park, 1953
    - род Valda Casey, 1893
      - Valda frontalis Casey, 1893